# Inundatiemonument Veere
Het inundatiemonument (1990) is een gedenkteken bij de Nederlandse stad Veere, in de provincie Zeeland.

## Achtergrond
In 1990, een halve eeuw na de Duitse aanval op Nederland, werden op Walcheren vijf oorlogsmonumenten geplaatst in opdracht van de stichting Monumenten Walcheren 40-45. Initiatiefnemer was M.C. Verburg, lid van de Raad van State, die het idee naar voren bracht bij een herdenking in 1986 van 40 jaar droogmaking van Walcheren. Naast de heer Verburg hadden onder anderen de burgemeesters van de betreffende gemeenten en de dijkgraaf van het Waterschap Walcheren zitting in de stichting.
Vier van de monumenten herinneren aan de inundatie van Walcheren in oktober 1944, waarbij dijken door de geallieerden werden gebombardeerd om Walcheren onder water te zetten en zo de positie van de bezetters te verzwakken. Deze monumenten werden gemaakt door Mari Boeyen (inundatiemonument Vlissingen), David van de Kop (inundatiemonument Veere), Steef Roothaan (inundatiemonument Ritthem) en Rudi van de Wint (inundatiemonument Westkapelle). Het vijfde monument, Een gestolde herinnering, dat herinnert aan het bombardement op Middelburg op 17 mei 1940, werd gemaakt door Sigurður Guðmundsson.

## Veere
Beeldhouwer Van de Kop maakte een abstract monument, dat bestaat uit aan elkaar gemetselde blokken steen, die deels zijn voorzien van een keramische laag. De kleuren van het keramiek verwijzen naar het blauwe water, de groene dijk en de gele zon. De beeldhouwer greep ook terug naar zijn eigen herinneringen aan de verwoestingen van van de oorlog: "In verschillende stadia is een op zichzelf staande vorm ontwikkeld waarin iets van de chaos wordt weerspiegeld, die uit het vrije spel van de golven tussen de resterende bebouwing en beplanting in de Walcherse binnenzee ontstond. In het uitgevoerde beeld klinkt voor mij de echo van het drama dat zich ter plekke heeft afgespeeld."
Op 4 oktober 1990 werden de inudatiemonumenten onthuld, het monument op de Polredijk werd onthuld door dr. ir. H.A. Ferguson, voormalig hoofd van de Deltadienst van Rijkswaterstaat.